# Etlastenasellus mixtecus
Etlastenasellus mixtecus är en kräftdjursart som beskrevs av Roberto Argano 1977. Etlastenasellus mixtecus ingår i släktet Etlastenasellus och familjen Stenasellidae. Inga underarter finns listade i Catalogue of Life.